# Turizam u Njemačkoj
Turizam Njemačke vrlo je razvijen. Njemačka je sedma najposjećenija zemlja na svijetu s ukupno 407,26 milijuna noćenja tijekom 2012. godine.Taj broj uključuje 68,83 milijuna noćenja stranih posjetitelja, a većina stranih turista dolazi iz Nizozemske, Velike Britanije i Švicarske. Osim toga, više od 30% Nijemaca provodi odmor u svojoj zemlji. Prema izvješćima o konkurentnosti putovanja i turizma, Njemačka je ocijenjena jednim od najsigurnijih turističkih odredišta u svijetu.
Službeno tijelo za turizam u Njemačkoj je Njemačka turistička zajednica (GNTB), koju zastupaju nacionalni turistički uredi u 29 zemalja. Istraživanja GNTB-a uključuju percepcije i razloge odmora u Njemačkoj, a to su: kultura (75%), ruralno područje (59%), gradovi (59%), čistoća (47%), sigurnost (41%), modernost (36%), dobri hoteli (35%), dobra gastronomija (34%), pristupačnost (30%), kozmopolitizam/gostoljubivost (27%) i dobar omjer cijene i kvalitete (10%) (bilo je moguće više odgovora).
Tijekom 2012. godine u Njemačku je stiglo više od 30,4 milijuna međunarodnih turista, čime je zemlja dobila preko 38 milijardi dolara međunarodnih prihoda od turizma. Turizam izravno doprinosi njemačkome BDP-u više od 43,2 milijarde eura. Uključujući neizravne i inducirane učinke, industrija pridonosi 4,5% njemačkog BDP-a i podržava 2 milijuna radnih mjesta (4,8% ukupne zaposlenosti). ITB Berlin vodeći je svjetski turistički sajam.